# Melky Ndokomandji
Melky Ndokomandji, né le 4 septembre 1997 en République centrafricaine, est un footballeur international centrafricain. Il joue au poste de milieu défensif à l'AS Otohô.

## Biographie

### En club
En décembre 2021, il rejoint le club congolais de l'AS Otohô. À la fin de la saison, il remporte le titre de champion du Congo.

### En sélection
Ndokomandji honore sa première sélection en équipe de République centrafricaine le 30 mars 2021 lors d'un match face à la Mauritanie dans le cadre des qualifications à la CAN 2021, en remplaçant Flory Yangao à la 57e minute de jeu. Il est titularisé pour la première fois le 1er septembre 2021 contre le Cap-Vert en qualifications à la Coupe du monde 2022.